# Суперкубок Харьковской области по футболу
 Суперкубок Харьковской области по футболу (укр. Суперкубок Харківської області з футболу) — областное соревнование среди любительских команд. Проводится на регулярной основе с 2013 года под эгидой Харьковской областной федерации футбола. В финальном матче встречаются чемпион и обладатель кубка Харьковской области. Трижды победителем турнира становилась команда «Колос» из Зачепиловки.

## Регламент
Суперкубок Харьковской области разыгрывается между чемпионом и обладателем кубка Харьковской области предыдущего сезона. В случае ничейного результата проходит серия пенальти, которая выявляет победителя. Клуб, который становится победителем, получает переходной приз Суперкубка, которым владеет в течение года. Также, 30 человек (футболисты и представители клуба) награждаются дипломами и памятными призами.

## История
В ноябре 2012 года с инициативой проведения Суперкубка Харьковской области выступил почётный президент клуба «Колос» из Зачепиловки Олег Гладких. Данное предложение было поддержано на отчётно-выборной конференции Харьковской областной федерации футбола. Первый розыгрыш турнира должен был состоятся в конце апреля 2013 года, перед началом чемпионата Харьковской области, между купянским «Локомотивом» и зачепиловским «Колосом». В конце апреля 2013 года по просьбе «Локомотива» матч был отложен на неопределённый срок и в итоге не состоялся.

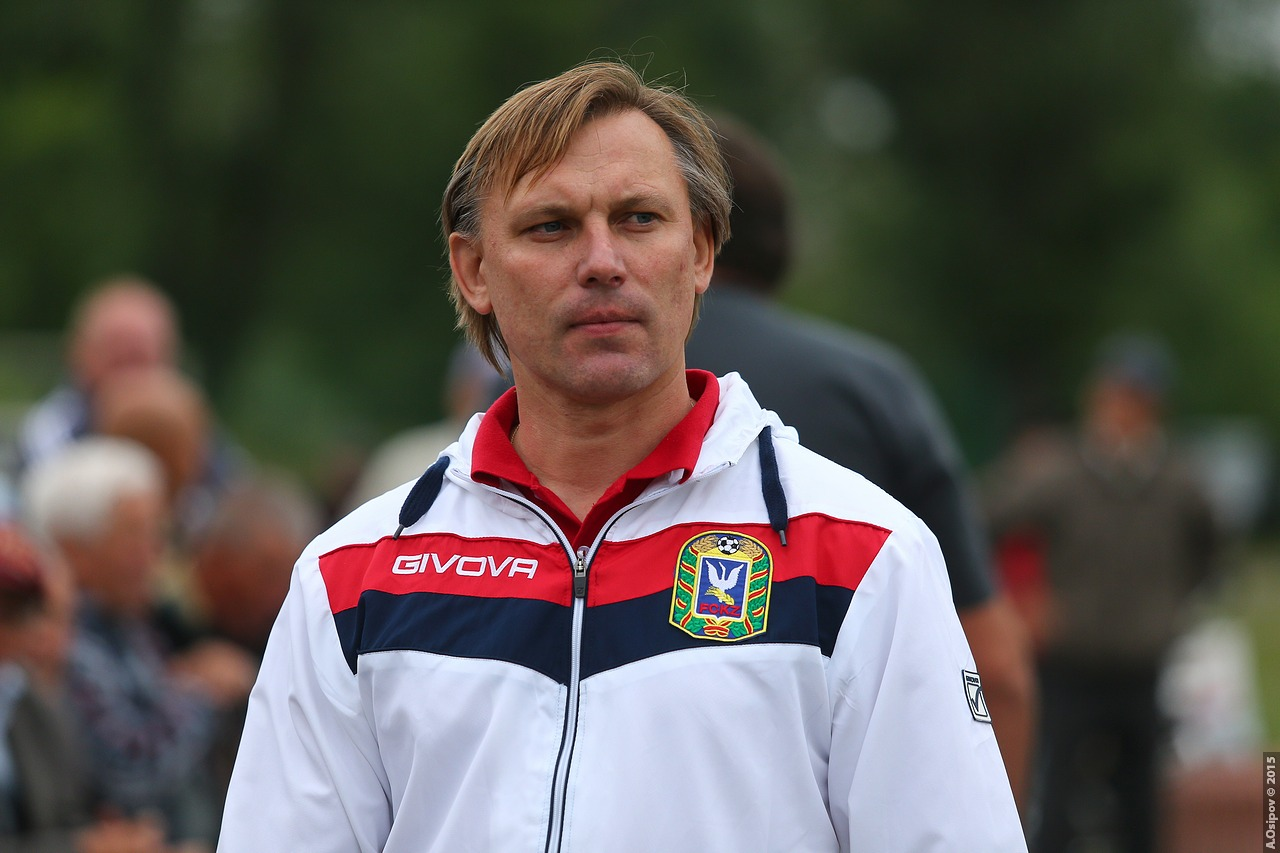
Сергей Соловьёв дважды приводил «Колос» к победе в турнире

Первый розыгрыш турнира всё же состоялся в ноябре 2013 года. Чемпион области «Колос» встречался с победителем Кубка — харьковским клубом ЭТМ, поединок стал последним официальным матчем в сезоне для команд. Игра прошла на нейтральном стадионе «Олимпиец» в Люботине. Основное и дополнительно время матча завершилось с ничейным счётом (2:2). Вратарь «Колоса» Александр Давыдов в серии одиннадцатиметровых сумел отразить 2 из 4 ударов, что принесло победу команде по пенальти (3:1).
Матч за Суперкубок Харьковской области 2014 года между харьковским клубом ЭТМ и зачепиловским «Колосом» проведён не был.
В апреле 2015 года вновь была проведена игра на Суперкубок области между «Колосом» и ЭТМом. Основное время завершилось нулевой ничьей, после чего была пробита серия одиннадцатиметровых ударов. Оба тренера в конце игры провели замену вратарей. Вратарём «Колоса» в серии пенальти вновь стал Давыдов, сумевший отразить один удар. Сама же серия одиннадцатиметровых вновь закончилась победой коллектива из Зачепиловки (4:2).
Суперкубок Харьковщины в 2016 году обслуживал арбитр Премьер-лиги Украины Константин Труханов. В поединке в третий раз в истории Суперкубка встретились «Колос» и ЭТМ. За «Колос» играло сразу семь новичков и в итоге, благодаря голам Холодкова и Акопяна, команда взяла верх над соперником (2:1).
На розыгрыше турнира в 2017 году также работал судья чемпионата Украины — Анатолий Абдула. В 2016 году победителем Высшей лиги и кубка области стал харьковский «Солли Плюс». Финалист кубка, команда «Статус» из Кегичёвки, прекратила существования и её место в Суперкубке занял «Волчанск», ставший вторым в Первой лиге Харьковщины. Игра завершилась победой «Солли Плюс» с разгромным счётом (3:0). Данный матч стал последним для команды, так как на следующий день стало известно, что она снимается с розыгрыша любительского чемпионата Украины.

## Тренеры-победители
- 2013 — Владимир Трубников («Колос»)
- 2015 — Сергей Соловьёв («Колос»)
- 2016 — Сергей Соловьёв («Колос»)
- 2017 — Сергей Осадчий («Солли»)
- 2019 — Роман Мельник («Авангард»)

## Результаты
| Сезон | Дата и место проведения                               | Победитель          | Счёт               | Финалист      |
| ----- | ----------------------------------------------------- | ------------------- | ------------------ | ------------- |
| 2013  | 9 ноябрь 2013 Люботин, Стадион «Олимпиец»             | Колос (Зачепиловка) | 2 : 2 (3:1 по пен) | ЭТМ (Харьков) |
| 2014  | 25 апреля 2015 Харьков, Стадион «Динамо» 500 зрителей | Колос (Зачепиловка) | 0 : 0 (4:2 по пен) | ЭТМ (Харьков) |
| 2015  | 4 мая 2016 Зачепиловка, Стадион «Колос»               | Колос (Зачепиловка) | 2 : 1              | ЭТМ (Харьков) |
| 2016  | 10 мая 2017 Харьков, Стадион «Динамо», 300 зрителей   | Солли Плюс          | 3 : 0              | Волчанск      |
| 2019  | 23 ноября 2019 Высокий, УТБ «Металлист», 100 зрителей | Авангард (Харьков)  | 2 : 2 (4:1 по пен) | Волчанск      |